# 912 (numero)
Novecentododici (912) è il numero naturale dopo il 911 e prima del 913.

## Proprietà matematiche
- È un numero pari.
- È un numero composto con 29 divisori: 1, 2, 3, 4, 6, 8, 12, 16, 19, 24, 38, 48, 57, 76, 114, 152, 228, 304, 456, 912. Poiché la somma dei suoi divisori (escluso il numero stesso) è 1568 > 912, è un numero abbondante.
- È un numero malvagio.
- È un numero pratico.
- È un numero felice.
- È un numero palindromo nel sistema posizionale a base 7 (2442).
- È un numero semiperfetto in quanto pari alla somma di alcuni (o tutti) i suoi divisori.
- È un numero di Harshad nel sistema numerico decimale.
- È un numero palindromo nel sistema di numerazione posizionale a base 7 (2442).
- È parte delle terne pitagoriche  (215, 912, 937), (266, 912, 950), (380, 912, 988), (434, 912, 1010), (684, 912, 1140), (891, 912, 1275), (912, 1045, 1387), (912, 1216, 1520), (912, 1300, 1588), (912, 1710, 1938), (912, 2070, 2262), (912, 2660, 2812), (912, 2816, 2960), (912, 3185, 3313), (912, 3591, 3705), (912, 4284, 4380), (912, 5434, 5510), (912, 5740, 5812), (912, 6466, 6530), (912, 8640, 8688), (912, 10925, 10963), (912, 11534, 11570), (912, 12980, 13012), (912, 17316, 17340), (912, 23095, 23113), (912, 25984, 26000), (912, 34650, 34662), (912, 51980, 51988), (912, 69309, 69315), (912, 103966, 103970), (912, 207935, 207937).

## Astronomia
- 912 Maritima è un asteroide della fascia principale del sistema solare.
- NGC 912 è una galassia ellittica della costellazione di Andromeda.

## Astronautica
- Cosmos 912 è un satellite artificiale russo.